# بنگ بنگ شما مردید
بنگ بنگ شما مردید (به انگلیسی: Bang Bang You're Dead) یک فیلم جنایی، درام و دلهره‌آور آمریکایی محصول سال ۲۰۰۲ به کارگردانی گای فرلند و نویسندگی ویلیام ماستروسیمون با بازی تام کاوانا، بن فاستر، رندی هریسون و جنل ملونی در این فیلم به ایفای نقش پرداخته‌اند. این فیلم بر اساس نمایشنامه ماستروسیمونه به همین نام در سال ۱۹۹۹، ی ک اقتباس مستقیم نیست.

## خلاصه داستان
داستان یک دانش‌آموز دبیرستانی مشکل‌دار با بازی بن فاستر است که در تولید نمایشنامه مدرسه‌اش شرکت می‌کند در حالی که سعی می‌کند از رفتن به همان مسیری که شخصیت اصلی نمایشنامه می‌گذرد اجتناب کند.

## انتشار
این فیلم برای اولین بار در جشنواره بین‌المللی فیلم سیاتل در ژوئن ۲۰۰۲ به نمایش درآمد. این فیلم در ۲۷ ژانویه ۲۰۰۴ بدون هیچ ویژگی خاصی به صورت دی‌وی‌دی منتشر شد.